# Делагарди, Катарина Шарлотта
Графиня Катарина Шарлотта Делагарди (швед. Catharina Charlotta De la Gardie, урождённая Taube af Odenkat; 1723—1763) — деятельница шведского Просвещения, известна продвижением вакцинации против оспы и тем, что прекратила охоту на ведьм в своей стране.

## Биография
Родилась 5 апреля 1723 года в Стокгольме в семье Эдварда Таубе и его жены Кристины Марии Фалькенберг (Kristina Maria Falkenberg); младшей сестры Хедвиги Таубе.
Катарина служила главной фрейлиной наследной принцессы Луизы Ульрики в 1744—1748 годах. В 1748 году Катарина Шарлотта вышла замуж за графа Понтуса Фредрика Делагарди. Молодожёны поселились в усадьбе Шёэ на территории Энчёпинга.
Современники характеризовали Катарину Шарлотту как смелую, умную, талантливую и красивую женщину без предрассудков, много занимавшейся самообразованием. В 1737 году под именем полковника Дольфедера она возглавила клуб молодых людей (Livskvadronen); там познакомилась с Улофом Далином (эта дружба продолжалась до конца жизни обоих). Она была знакома со многими ведущими деятелями Швеции в области культуры и науки, в том числе с Карлом Линнеем и Хедвигой Шарлоттой Норденфлихт.
Катарина Шарлотта Делагарди прославилась как пионер вакцинации против оспы. Её деятельность по распространению вакцинации иногда оценивают как прорыв в борьбе против оспы в Швеции. Если Катарина Шарлотта Риббинг была в действительности первой в шведской аристократии, кто сделал прививку своим детям, то именно Делагарди стала первой популяризировать прививку среди крестьянства. Сопротивление среди крестьян было велико, но ей удалось убедить некоторых родителей сделать прививку своим детям, что повлекло за собой массовую вакцинацию среди крестьянского населения Швеции.
Вторым начинанием, которым Катарина запомнилась в стране, стала её успешная попытка остановить последний суд над ведьмами в Швеции (Процесс ведьм в Оле). В 1757 году в приходе Ол провинции Даларна разразилась истерия охоты на ведьм: более десятка женщин и мужчин обвинялись в похищении детей и колдовстве. По приказу губернатора они были арестованы и подвергались пыткам, получив инвалидность на всю жизнь. Делагарди узнала об этом процессе во время поездки в Даларну в 1758 году, став очевидицей судебного процесса. Она вмешалась в него, обратившись в парламент, и сумела остановить судилище. Также она позаботилась о том, чтобы жертвы процесса получали компенсацию от государства, поскольку пытки сделали их неспособными работать. За эту деятельность Катарина Шарлотта Делагарди была признана национальной героиней и в 1761 году удостоилась медали Дворянского собрания с надписью: с одной стороны — Charlotta Taube, comitissa De la Gardie, с другой стороны — Fulcrum infelicibus, samt nederst: Ob XII ab injuria servatos cives Ordo R. Equ. 1761.
Умерла 24 марта 1763 года в Стокгольме. Из троих её детей выжила только Ульрика Хедвига Шарлотта, дожившая до 19 лет. Два сына умерли в младенчестве.